# Porte de Bourgogne (Mézières)
La porte de Bourgogne est un édifice faisant partie des remparts de Charleville-Mézières, situé dans la commune française de Charleville-Mézières, en Ardennes inscrits au titre des monuments historiques par arrêté du 19 juillet 1926.

## Histoire
La porte de Bourgogne est à l'emplacement de la « porte de l’image » créée à la fin du XIIIe siècle lors d’une extension de l’enceinte de Mézières à l’est pour englober le nouveau quartier de l'entre-deux-ponts.  
La porte de l’image est remplacée par la porte de Bourgogne lors de la construction d’une citadelle d’avril 1591 à octobre 1593 par le Maréchal de Saint-Paul, chef de la ligue, d’une citadelle destinée à protéger la ville d’une attaque d’Henri de la Tour Vicomte de Turenne prince de Sedan du parti Huguenot. Cette porte est protégée par une demi-lune et un pont-levis prolongé par la route en direction de la Bourgogne.
De 1675 à 1698, Vauban complète la fortification entourant la ville. La porte de Bourgogne est élargie, sa toiture est supprimée et un bastion est construit à l’extérieur du fossé entourant le rempart (emplacement compris actuellement entre la dérivation canalisée et la voie ferrée).
En 1884, la place-forte de Mézières est déclassée et à la même époque une dérivation canalisée de la Meuse est creusée avec établissement d’une écluse en contrebas de la porte. Le pont dans le prolongement est supprimé avec la route.
L’armée utilise la  citadelle de la fin du XIIIe siècle jusqu’en 1954 puis cède à la ville le terrain où sont construits au cours  des années 1960 des logements et des bâtiments administratifs.

## Situation actuelle
Une partie de l’enceinte surplombant le canal est préservée de part et d'autre de la porte de Bourgogne dont la partie arrière (côté de l'ancienne citadelle) est encastrée dans un immeuble. Le canal est élargi et l'écluse reconstruite à la fin du XXe siècle entrainant la suppression de la demi-lune. Le bastion de de Vauban est supprimé et les terrains utilisés pour des logements et des entreprises autour de la rue des sources. Une partie du mur intérieur de l'ancien bastion est visible le long de la Voie verte Trans-Ardennes qui passe devant l'écluse.
Partant de la porte se trouve le départ d'un souterrain. don't l’accès est interdit depuis des décennies.

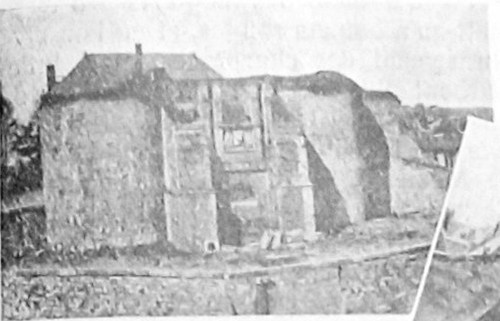
Photo du XIXe siècle (côté extérieur de la citadelle)
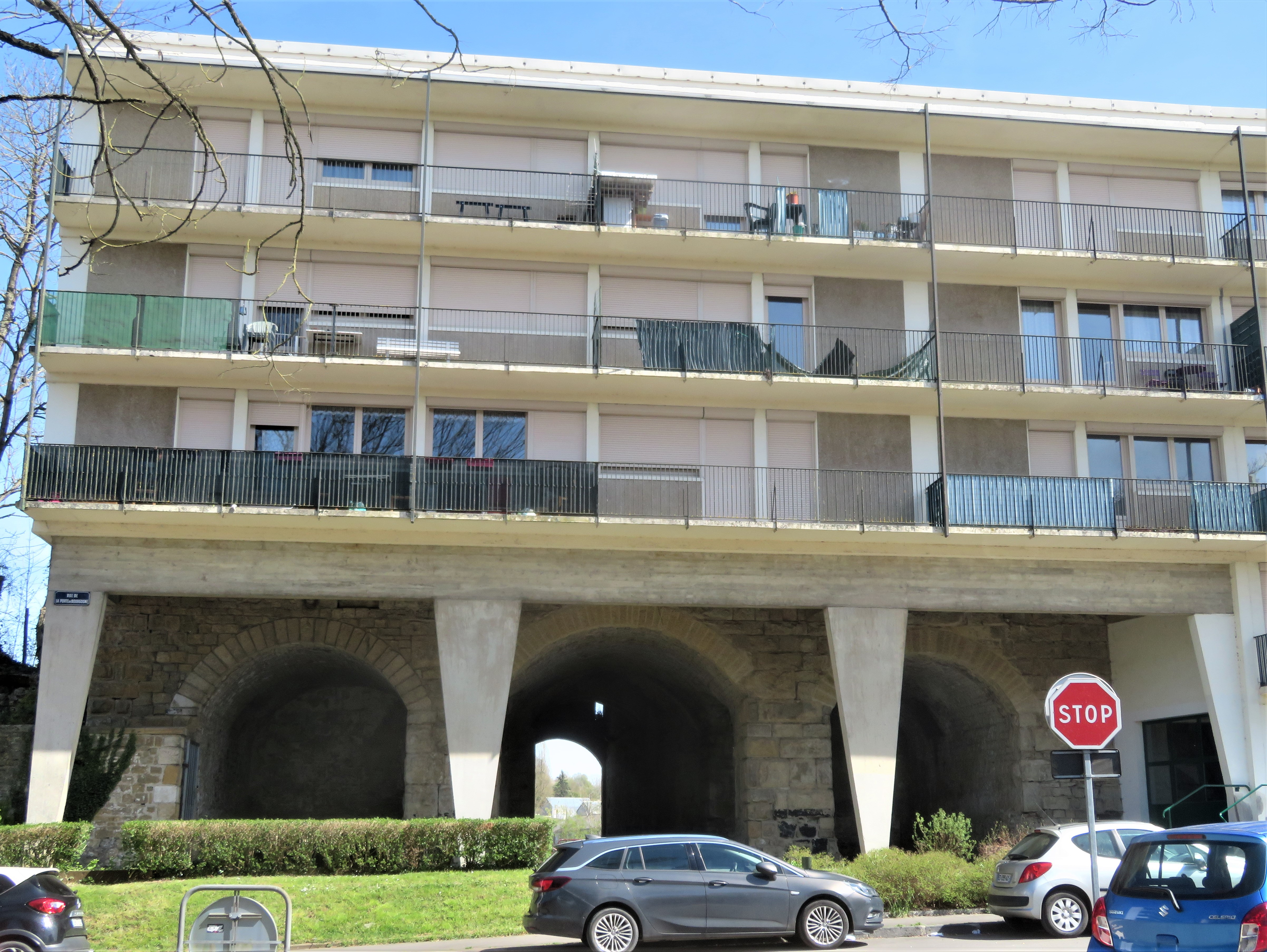
Arrière de la porte en 2022
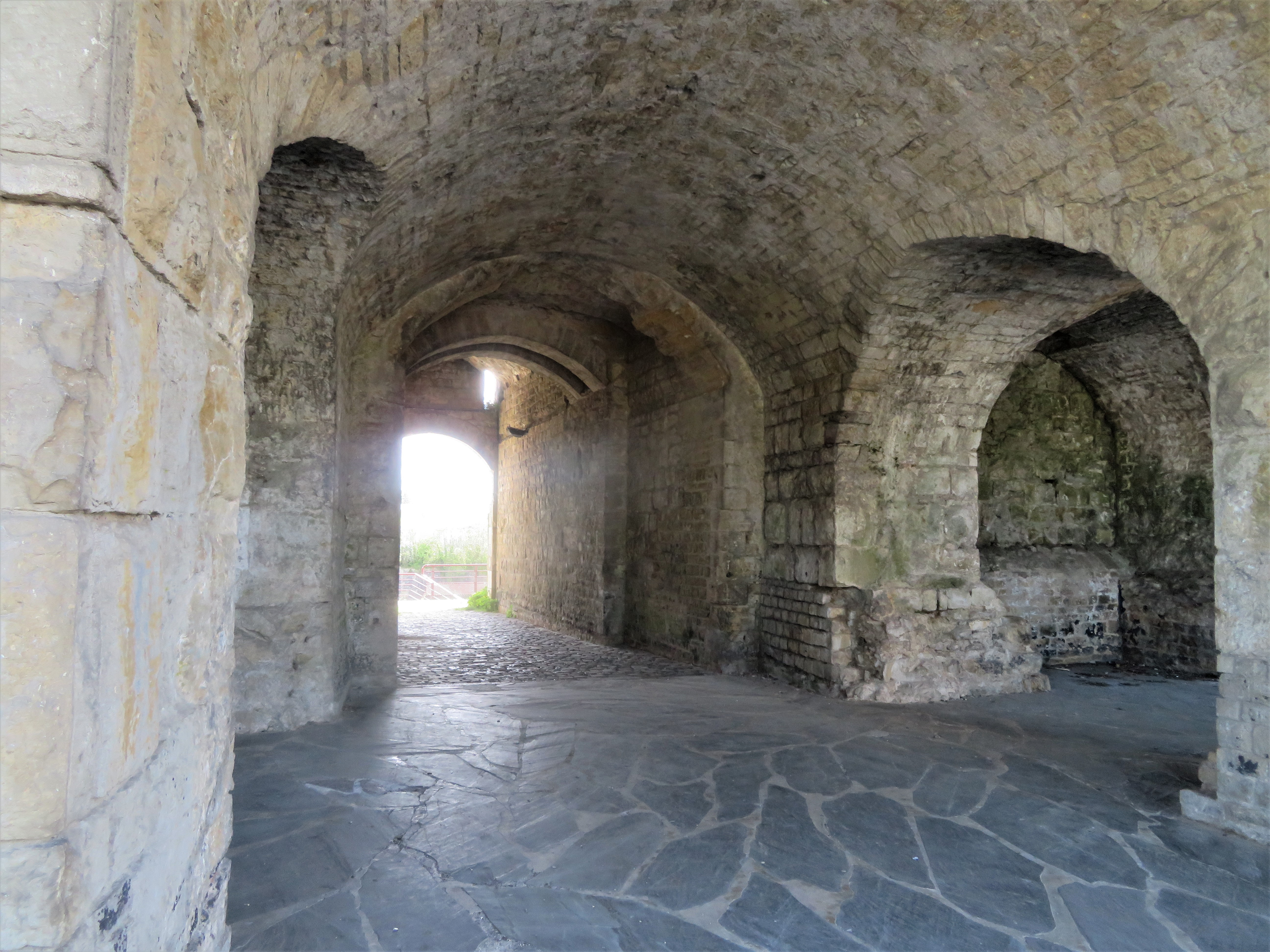
Intérieur en 2022
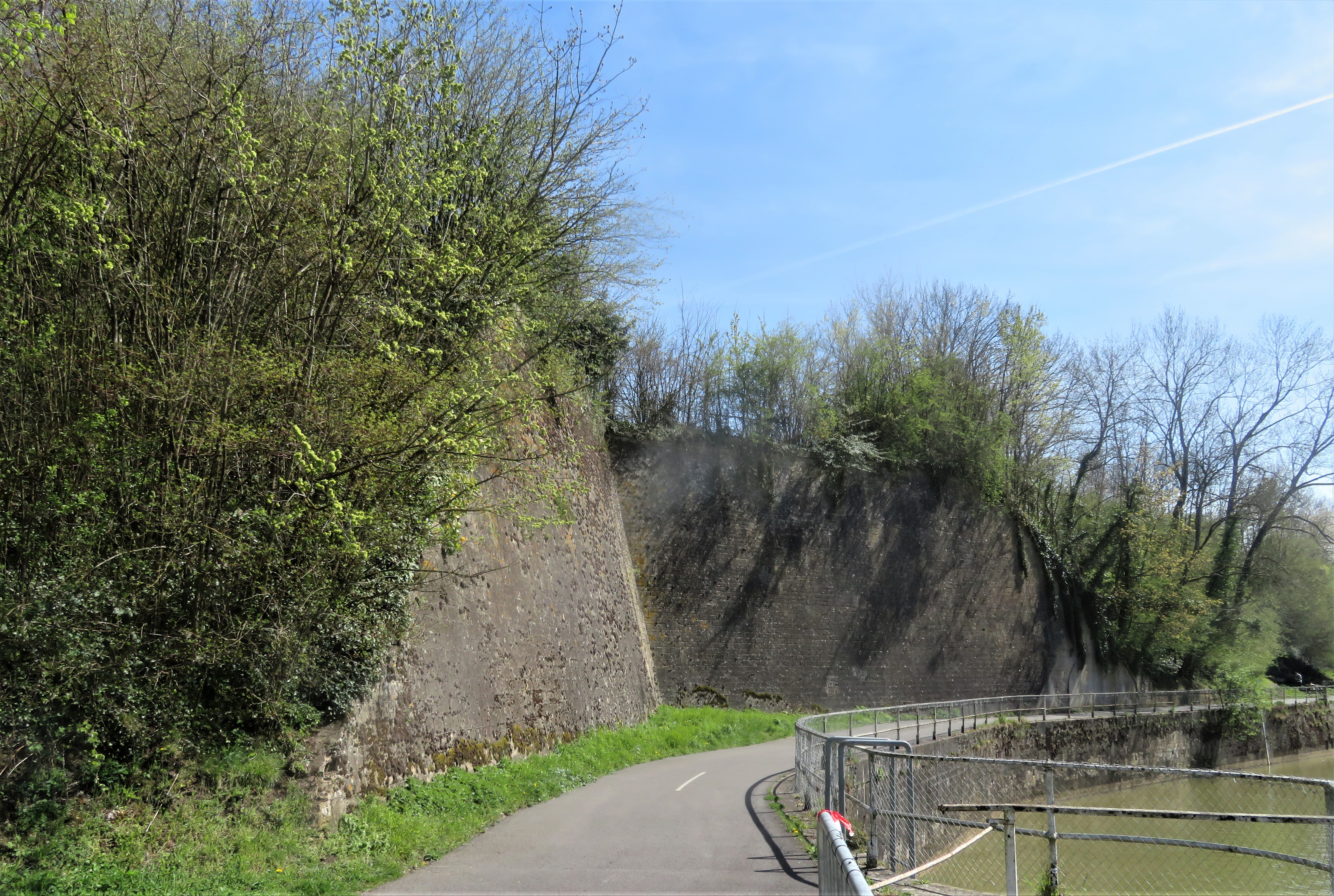
Bord intérieur du bastion de la citadelle de Mézières Vauban vu de la voie verte